# الحسينية (ببيلا)
الحسينية هي قرية سورية في ناحية ببيلا في منطقة مركز ريف دمشق بمحافظة ريف دمشق.

## تاريخ
في عام 2013، تعرضت القرية التي تقع مع الذيابية إلى جنوب السيدة زينب لهجمات مقاتلي لواء أبو الفضل العباس في بداية الحرب الأهلية السورية. بعد سقوط نظام الأسد في ديسمبر 2024، تم تحديد موقع مقبرة جماعية في الحسينية على طول الطريق المؤدي إلى مطار دمشق الدولي من خلال تحليل صور الأقمار الصناعية.